# دونكان كوتس
دونكان كوتس هو موسيقي كندي، ولد في 4 فبراير 1969 في سانت كاثرينز في كندا.

## وصلات خارجية
- دونكان كوتس على موقع IMDb (الإنجليزية)
- دونكان كوتس على موقع ميوزك برينز (الإنجليزية)
- دونكان كوتس على موقع ديسكوغز (الإنجليزية)